# 羅薩里奧縣

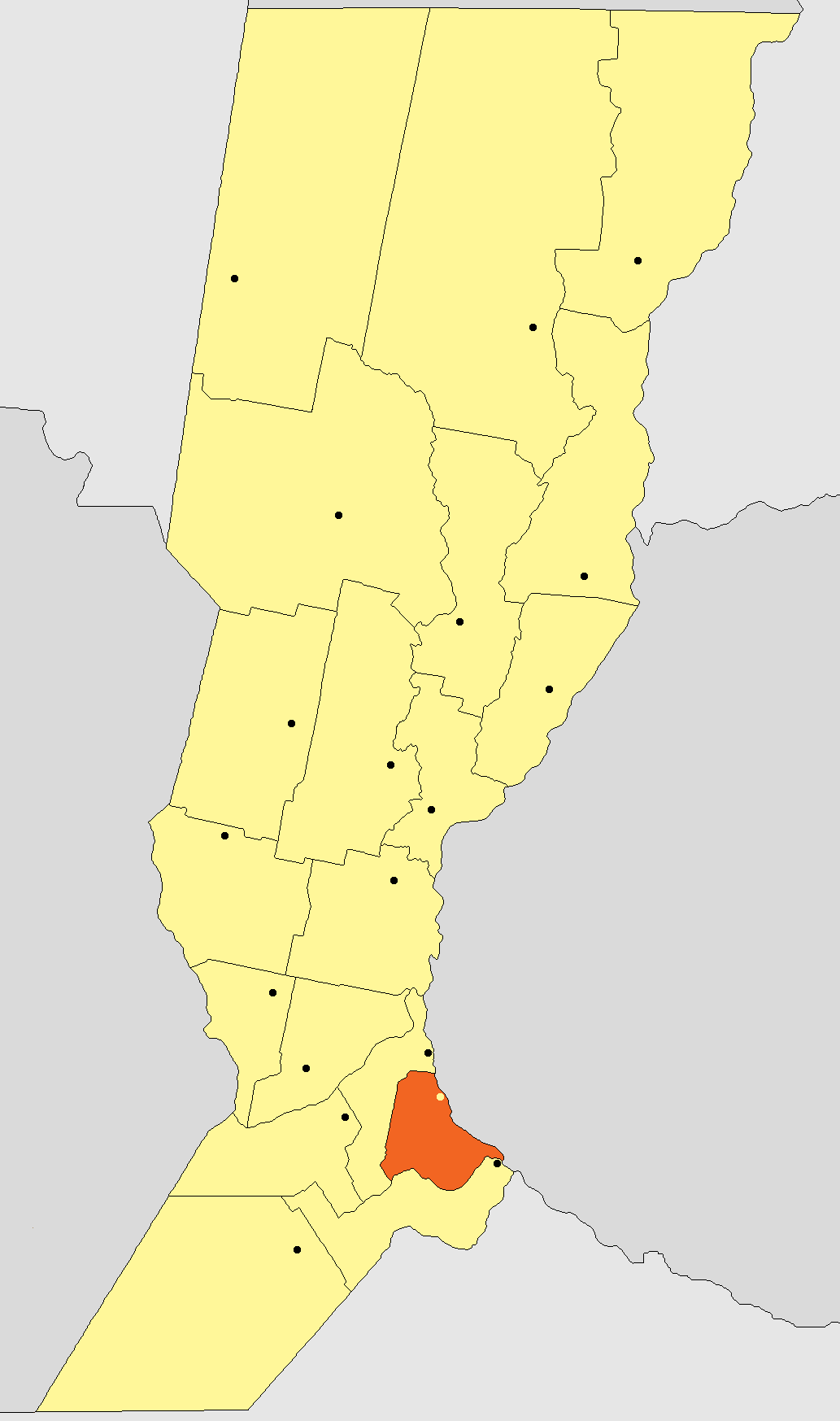

32°57′S 60°40′W / 32.950°S 60.667°W
羅薩里奧縣（西班牙語：Departamento Rosario），是阿根廷的縣份，位於該國東北部聖大非省，首府設於羅薩里奧，處於布宜諾斯艾利斯298公里，面積1,890平方公里，2010年人口1,193,697。